# Dorothy Shepherd-Barron

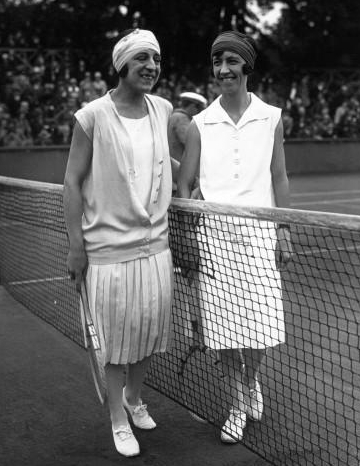
Dorothy Shepherd-Barron (re.) mit der französischen Spielerin Suzanne Lenglen (1926)

Dorothy Shepherd-Barron (* 24. November 1897 in Beighton, Norfolk; † 20. Februar 1953 in Melbourn, Cambridgeshire) war eine britische Tennisspielerin der frühen 1930er Jahre und die Mutter des Bankautomaten-Erfinders John Shepherd-Barron.
1931 gewann Shepherd-Barron mit ihrer Landsfrau Phyllis Mudford die Konkurrenz im Damendoppel der Wimbledon Championships. Sie besiegten Doris Metaxa und Josane Sigart im Endspiel mit 3:6, 6:3, 6:4.